# Список самых богатых людей Казахстана
Список самых богатых людей Казахстана:
- Список самых богатых людей Казахстана (2012)
- Список самых богатых людей Казахстана (2013)
- Список самых богатых людей Казахстана (2014)
- Список самых богатых людей Казахстана (2015)
- Список самых богатых людей Казахстана (2016)
- Список самых богатых людей Казахстана (2017)
- Список самых богатых людей Казахстана (2018)
- Список самых богатых людей Казахстана (2019)
- Список самых богатых людей Казахстана (2020)
- Список самых богатых людей Казахстана (2021)
- Список самых богатых людей Казахстана (2022)
- Список самых богатых людей Казахстана (2023)
- Список самых богатых людей Казахстана (2024)